# Lingua juǀ'hoan
La lingua juǀ'hoan (anche conosciuta come Kung-Tshumkwe) è una lingua parlata nell'Africa sudoccidentale (Botswana e Angola), appartenente alla famiglia delle lingue khoisan. La lingua è conosciuta anche con i nomi di Xo, Dobe Kung, Dzu'oasi, Ju'oasi, Kung, Tsumkwe, Xaixai, Xû, Xun, Zhu'oasi.
La lingua juǀ'hoan è parlata da circa 33.600 persone (anno 2002), appartenenti al gruppo etnico !Kung, prevalentemente residenti in Namibia e Botswana; è una delle lingue khoisan con il maggior numero di parlanti. La lingua fa parte del gruppo delle lingue juu (ramo settentrionale delle lingue khoisan).
La lingua juǀ'hoan è una lingua tonale, contraddistinta (come tutte le lingue khoisan) dalla presenza di numerose consonanti clic (prodotte facendo schioccare la lingua contro il palato o contro i denti). Il simbolo "ǀ" che compare nel nome della lingua indica un clic dentale.